# 鈴木Grand Escudo
鈴木Grand Escudo（日语：スズキ・グランドエスクード）乃是日本鈴木公司於1998年至2006年間，以第二代Escudo為原型修改而成的中型SUV，北美洲和智利市場稱作鈴木XL-7，歐洲和臺灣市場則為鈴木Grand Vitara XL-7。

## 歷史及概要
1998年 - 以1997年發售的第二代Escudo作為基礎，將軸距從2,480mm增加為2,800mm，修改成3排座位、可供7人搭乘的SUV；但是也有2排5人的設定。動力心臟為2.7L V型六缸DOHC H27A型引擎，但印尼市場則搭載2.5L V型六缸DOHC H25A型引擎。在日本可選擇四速自排或五速手排的變速系統，不過美國市場卻罕見地只有五速手排單一選擇。
2000年 - 12月12日原先僅限外銷的XL-7開始回銷日本，稱作「Grand Escudo」。
2001年 - 臺灣金鈴汽車於8月13日正式引進Grand Vitara XL-7，搭載2.7L V型六缸DOHC H27A型引擎，搭配四速自排變速箱之下的馬力表現為173ps / 6,000rpm，扭力峰值則是23.5kg·m / 3,300rpm。座椅排列採取2-3-2方式，共可乘坐7人。
2002年 - 1月9日推出由著名時裝設計師山本寬齋針對外型與內裝重新設計的「KANSAI」特別式樣車。座椅皮革、方向盤、排檔桿等處皆換上山本設計的樣式，中控台及車門飾板也以木紋處理，並且換裝2DIN CD/MD音響。同年6月25日與製造運動用品的挪威商荷力韓森合作推出「Helly Hansen Limited」，限量500部。外觀方面含有重新設計的前後保險桿、前霧燈、車側踏板、車尾備胎罩殼等配備，內裝則以黑色皮革為主，另有CD/MD音響系統及專用喇叭。
2004年 - 5月在日本當地發售「Grand Escudo L-Edition」特仕車，具有人工皮革、真皮交錯的座椅、黑色木紋飾板等內裝配備。
2005年 - 鈴木公司在底特律車展公開概念車「ConceptX」，翌年紐約車展便展出下一代的XL7。這部車採用通用汽車的Theta平台、搭載3.6L V型六缸引擎，是一輛長達5公尺的3排7人SUV。於是，鈴木XL7正式於該年度問世。

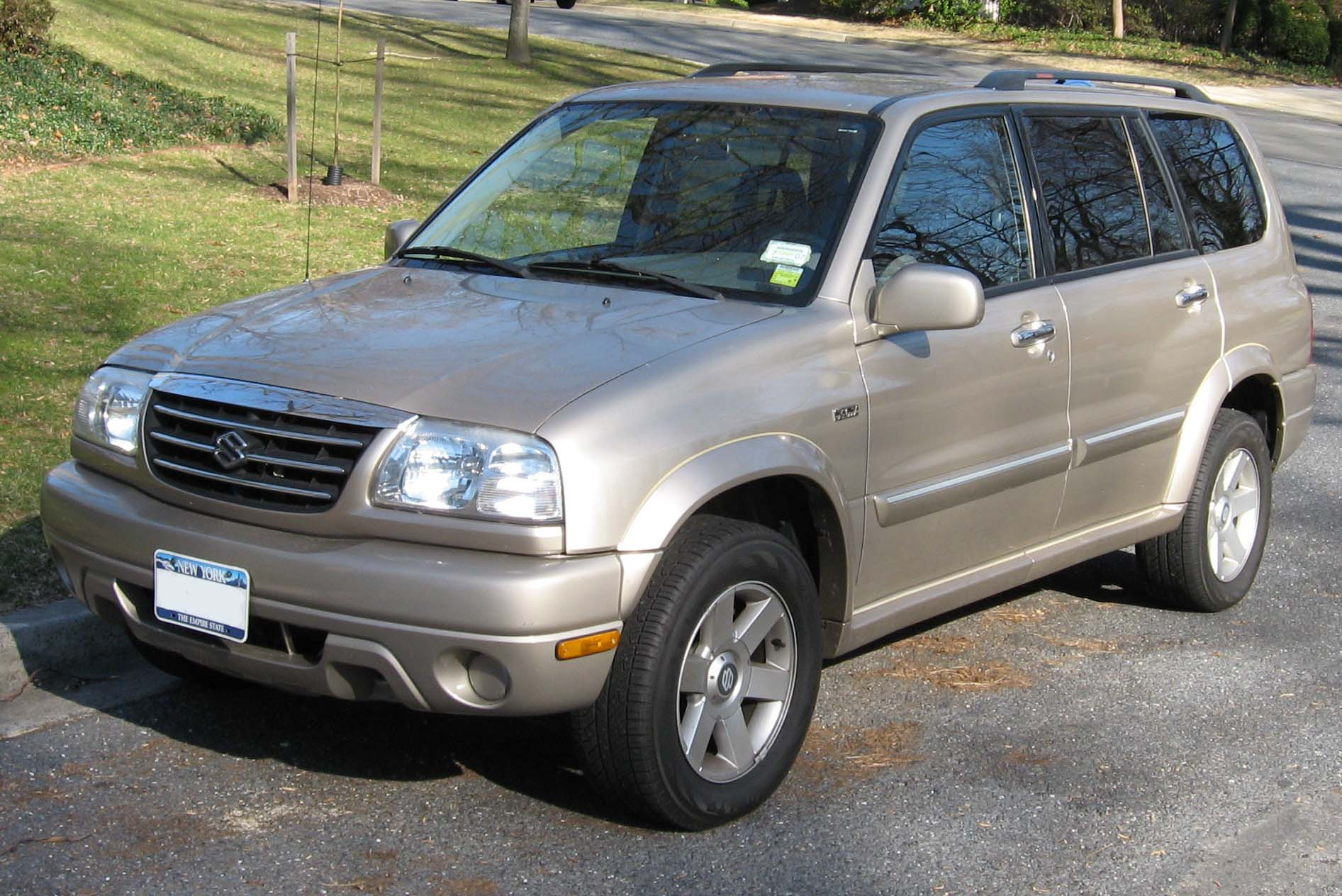
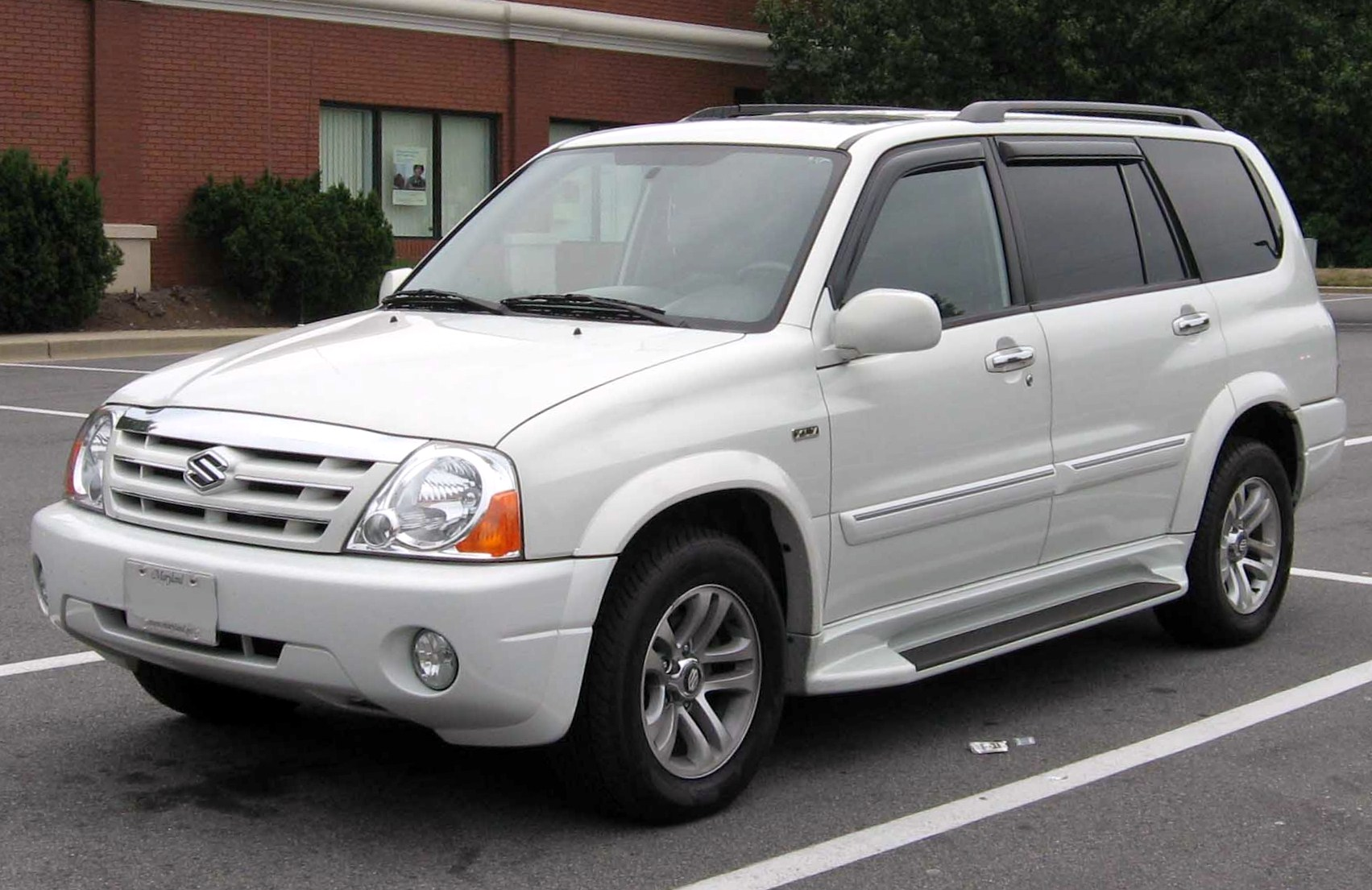
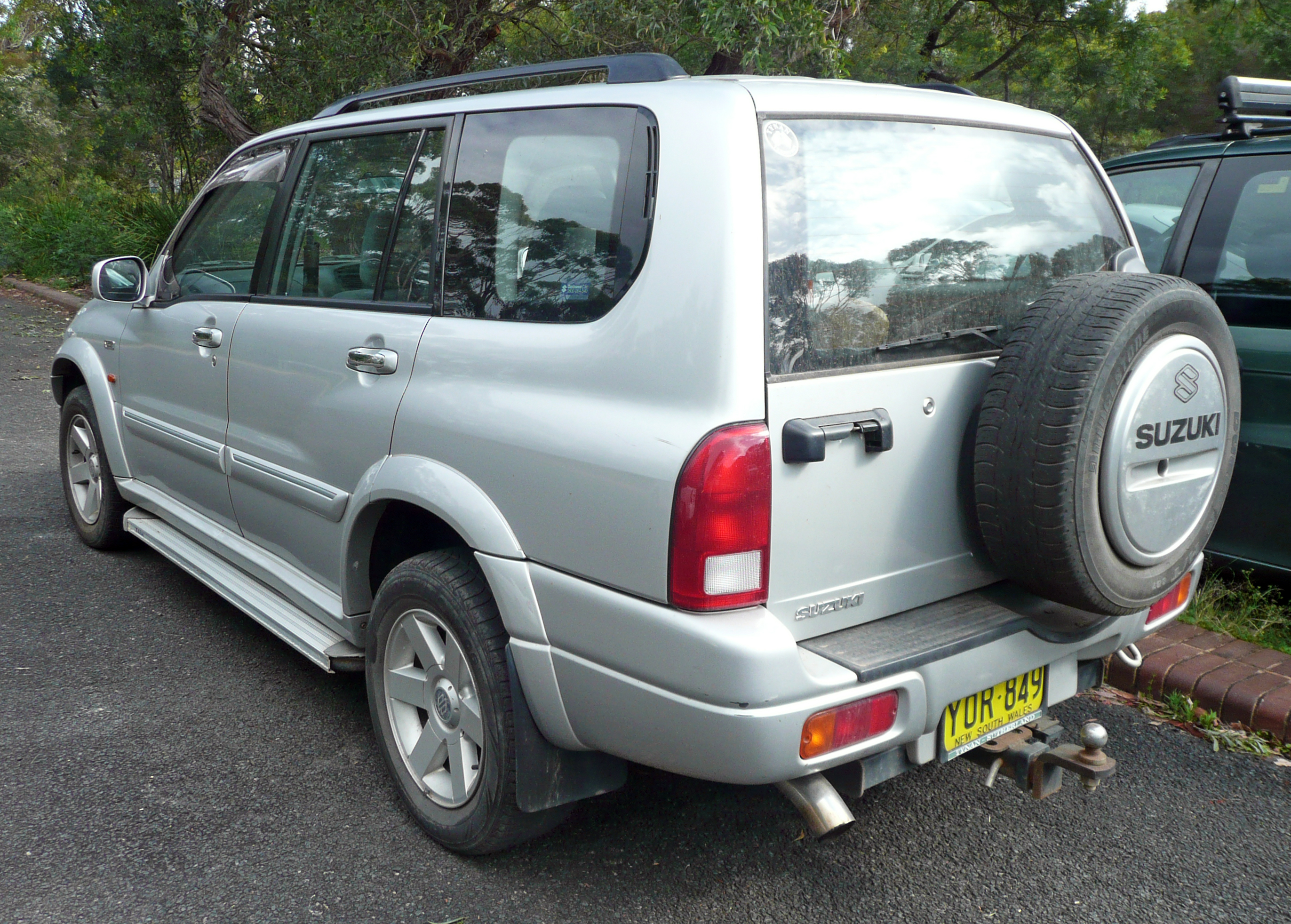
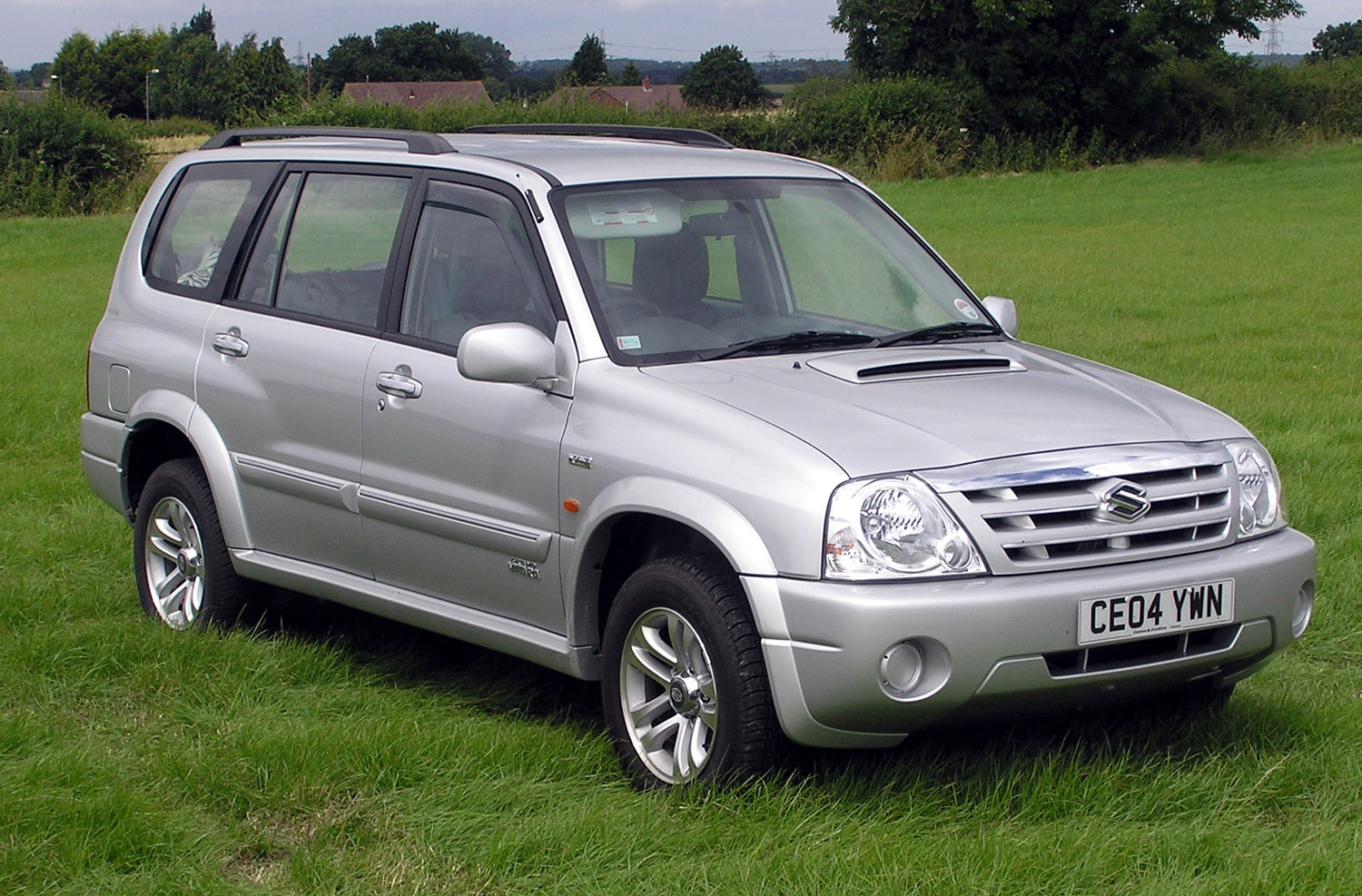
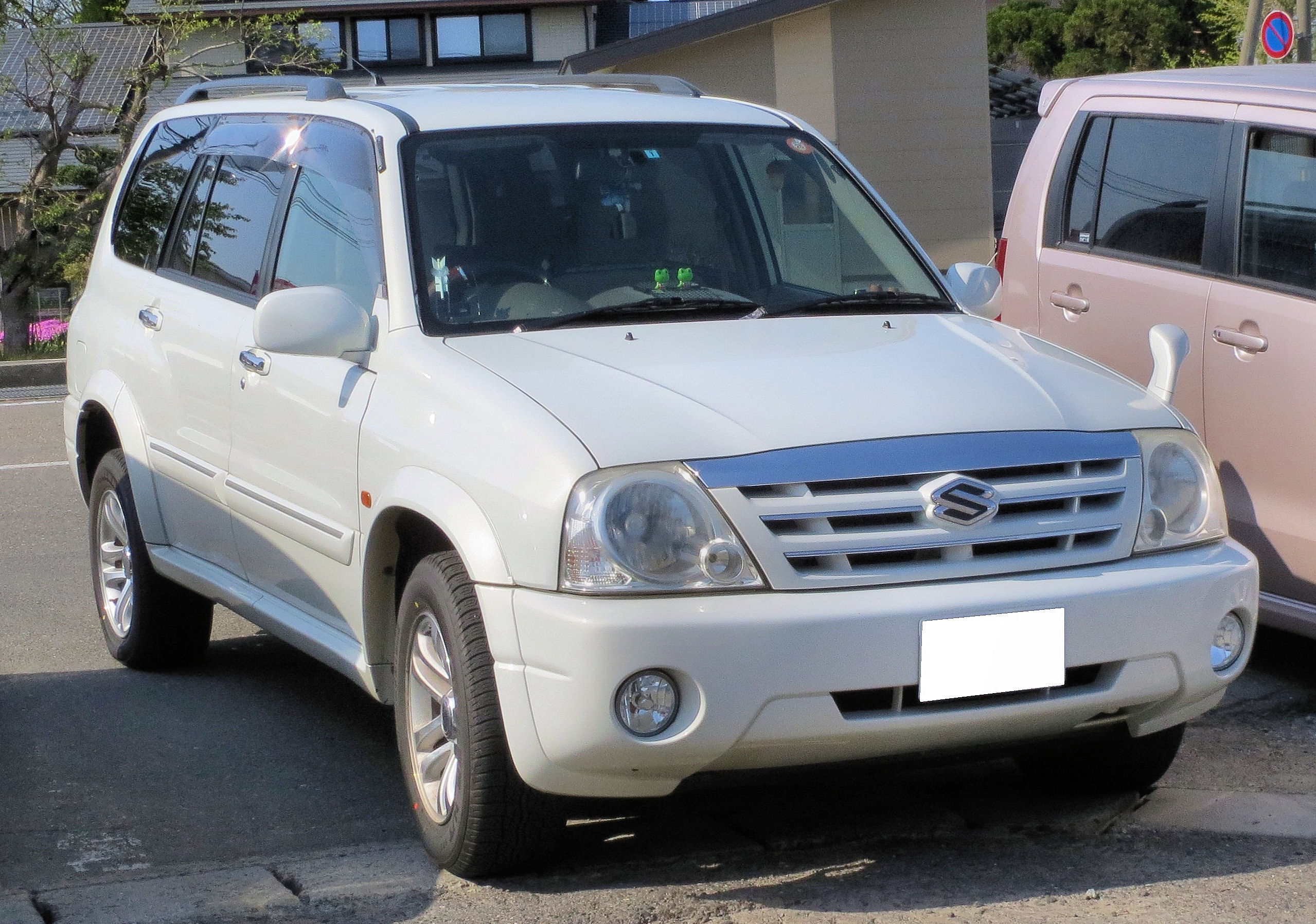
Grand Escudo L-Edition車頭
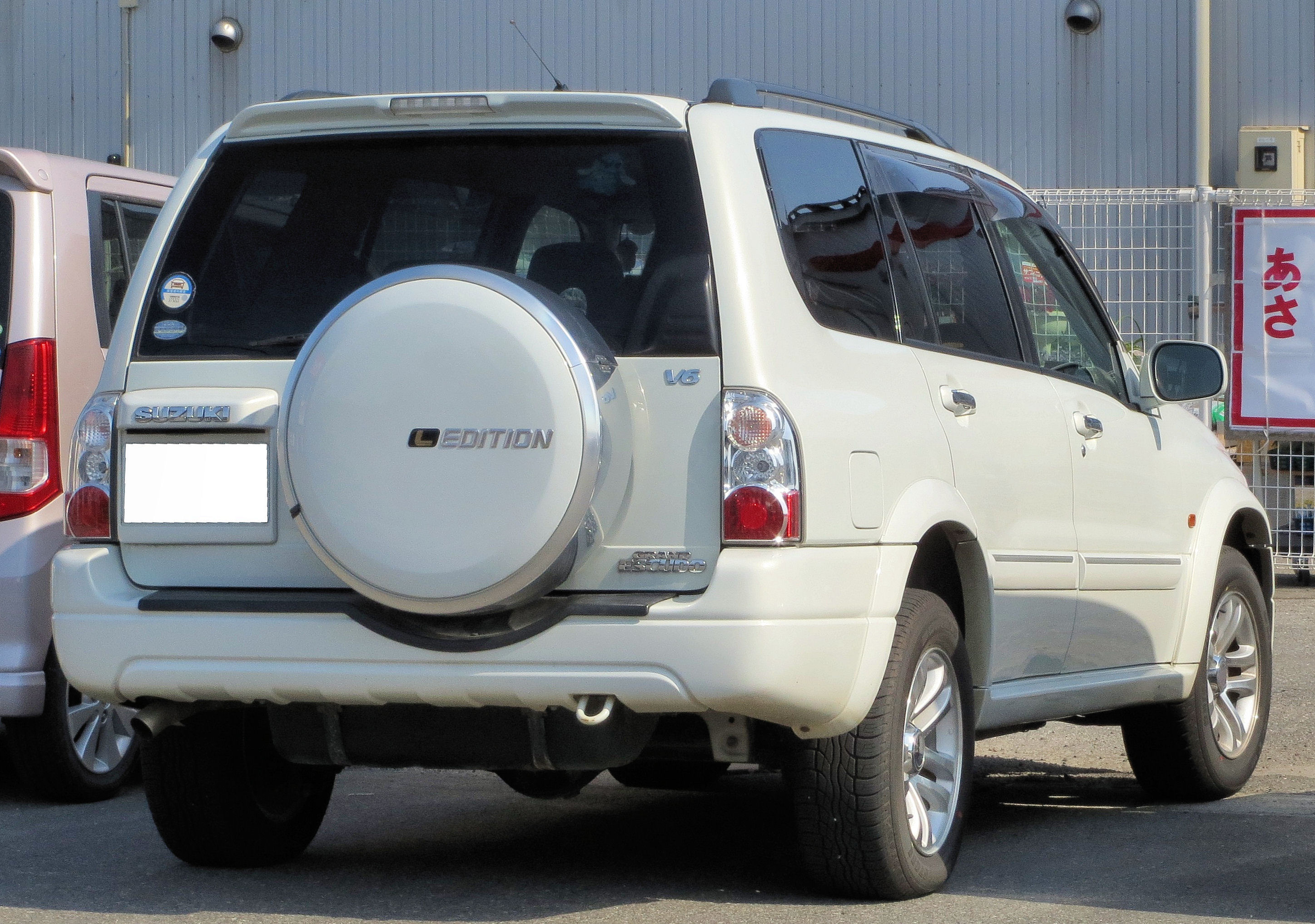
Grand Escudo L-Edition車尾

## 外部連結
- （日語）Suzuki 4WD History （页面存档备份，存于）